# AM-Klasse
Die AM-Klasse war eine Klasse von U-Booten der Kaiserlich Japanischen Marine, die gegen Ende des Zweiten Weltkrieges gebaut wurde. AM-Klasse bezeichnet dabei eine modifizierte Version der U-Bootserie des Typs A2. Neben den U-Booten der Sen-Toku-Klasse war die AM-Klasse die einzige U-Boot-Klasse ihrer Zeit, die für den Einsatz von mehreren Kampfflugzeugen konstruiert war.

## Entwicklung
Die Boots-Klasse war Repräsentant einer neuen U-Boot-Doktrin, in der U-Boote nicht mehr gemeinsam mit schnellen Überwasserkampfgruppen als deren Unterstützung beigegeben wurden. Die Notwendigkeit für hohe Geschwindigkeiten entfiel, dafür wurden Reichweite, Seeausdauer und Transportkapazität wichtig.

## Aufbau
Der Druckkörper im Rumpf war in acht Abteilungen aufgeteilt:
- Torpedoraum
- vorderer Mannschaftsraum und darunter die Akkumulatoren
- Kontrollraum mit Steuerkontrollen, Funkräumen und darunter dem Pumpenraum
- Hilfsmaschinenraum
- Hauptmaschinenraum
- E-Maschinenraum
- achtern Mannschaftsraum mit Rudermechanik

Die Aufbauten bestanden aus:
- dem zylindrischen Flugzeughangar, oberhalb des Kontrollraums auf der Längsachse der Boote
- der Zentrale, ebenfalls in einem zylindrischen Container an der Backbordseite
- dem Turm, oberhalb der Zentrale an der Backbordseite

An Deck waren folgende Anbauten vorhanden:
- ein Flugzeugkatapult vor dem Turm
- ein in den Rumpf eingelassener ausklappbarer Kran vor dem Turm an Backbord
- ein in den Rumpf eingelassener ausklappbarer Funkmast auf dem Achterschiff an Steuerbord
- ein in den Rumpf eingelassener Lagerbereich für ein Beiboot auf dem Achterschiff an Backbord
- zwei Drillingsflugabwehrkanonen auf dem Dach des Hangars, je eine achtern und eine vor dem Turm
- eine einfache Lafette mit Flugabwehrgeschütz im hinteren Teil des Turms

## Technik

### Rumpf und Fahreigenschaften
Der 113,7 Meter lange Stahlrumpf bestand aus 7 mm dicken Stahlplatten. Er war auf der Außenseite mit einer schallabsorbierenden Beschichtung versehen, die aus einer Gummimischung bestand. In der Gummimischung wurden beim Aufbringungsprozess durch Schwefelchloride Gasblasen erzeugt, die nach Verfestigung des Materials Schallwellen teilweise absorbieren konnten. So wurde nicht nur die Wirksamkeit aktiver Schallortungssysteme wie dem ASDIC reduziert, sondern auch die Lärmabstrahlung des eigenen Bootes vermindert und seine Ortung durch passive Systeme erschwert.
Innerhalb des Rumpfes befand sich der 92,96 Meter lange Druckkörper aus Stahl, der die Besatzung, Bewaffnung und Antriebssysteme beherbergte. Die maximale Wandstärke betrug 2,7 cm. Die Konstruktion war für eine Tauchtiefe von rund 100 Metern ausgelegt.
Die Tauchzeit betrug für die relativ großen Boote etwa 50 Sekunden. Durch die Anordnung des Turms auf der Backbordseite drifteten die Boote, auch wenn die Ruder auf einen geraden Kurs gerichtet waren, ständig nach links. Um geradeaus zu fahren, mussten so die Ruder auf einen Kurs von 7° Steuerbord ausgerichtet werden. Der Wendekreis der Boote unterschied sich dementsprechend bei Tauchfahrt auch – je nachdem, ob nach links oder rechts gefahren werden sollte. Bei einem Steuerkurs nach steuerbord von 20° und fünf Knoten Fahrt betrug er 585 Meter – bei backbord 20° waren es jedoch nur 485 Meter. Aufgetaucht betrug der Wendekreis in beide Richtungen bei 12 Knoten Fahrt und 15° Rudereinschlag 777 Meter.

### Antrieb
Den Hauptantrieb der Boote bildeten zwei Dieselmotoren des Typs Kampon Typ 22 Modell 10 mit je 2.600 SHP. Diese vergleichsweise schwachen Viertaktmotoren wurden erst ab 1943 in U-Booten eingesetzt, als sich abzeichnete, dass die Fähigkeit, mit hoher Geschwindigkeit an der Oberfläche fahren zu können, nicht länger nutzbringend war, dafür aber die Reichweite eine größere Rolle spielte.
Die beiden Hilfsdieselmotoren waren identisch mit denen, die in den Booten der Sen-Toku-Klasse montiert waren. Die Viertaktmotoren mit je sechs Zylindern leisteten je 450 kW.
Der Treibstoffvorrat für die Dieselmaschinen betrug rund 1.268 Tonnen und wurde unterhalb des Maschinenraums innerhalb des Druckkörpers gelagert.
Die Elektromotoren waren zwei Modell-8-Motoren mit je 1.100 kW. Sie bezogen Strom aus 240 Batteriezellen Typ 1 Mod. 13, die in Abteilung 2 installiert waren.

### Flugzeuge und Hangar
Die Boote waren mit einem zylindrischen Hangar ausgerüstet, der oberhalb des Hauptdruckkörpers entlang der Kiellinie aufgesetzt war. Der Durchmesser des Hangars betrug 3,5 Meter bei einer Länge von 20 Metern. Im Hangar konnten zwei Aichi-M6A-Flugzeuge gelagert werden. Wie bei den Flugzeugen an Bord der Sen-Toku-Klasse waren auch diese Maschinen teilweise zerlegt, damit sie in den schmalen Hangar passten: Die Tragflächen waren direkt am Ansatz zum Rumpf abgeklappt, ebenso die Höhenruder, was die Breite der Flugzeuge auf ein Minimum reduzierte.
Die Höhe der Flugzeuge wurde verringert, indem die Spitze des Seitenruders zur Seite abgeklappt werden konnte und die Flugzeuge ohne Schwimmer im Hangar gelagert wurden. Die Schwimmer waren separat in zwei Behältern im U-Boot-Rumpf gelagert.
Sollten die Flugzeuge gestartet werden, kletterten die Mechaniker aus dem Druckkörper in den Flugzeughangar und entfernten die Schlauchverbindungen für die Betankung der Flugzeuge und die Kabel für die Stromversorgung ihrer Batterien.
Das Boot tauchte auf, die wasserdicht abschließende Hangartür wurde geöffnet und die Schienen, auf der die Schlitten mit den beiden Maschinen lagerten, wurden mit den Schienen verbunden, die an Deck zum Katapult führten. Die vordere Aichi M6A wurde ins Freie geschoben, Tragflächen, Seitenruder und Höhenruder wurden in die Flugposition gebracht und dort verriegelt sowie die Schwimmer aus den Lagercontainern gezogen und am Rumpf montiert. Die Besatzung kletterte in das Flugzeug, dann wurde das Flugzeug auf dem mit Druckluft betriebenen Katapult in Stellung gebracht und gestartet.
Nachdem ein Flugzeug auf dem Wasser gelandet war, wurde der Kran auf dem Vorschiff des U-Bootes an Backbord aus seinem Verschlag gehoben und aufgerichtet. Die M6A wurde an Bord gehoben, zerlegt und verstaut.

### Bewaffnung
Die Hauptbewaffnung der Boote waren sechs Bugtorpedorohre für Torpedos mit einem Durchmesser von 533 mm. Mit sechs Typ-95-Torpedos in den Rohren und zehn Reservetorpedos im Torpedoraum konnten 16 Waffen mitgeführt wurden.
Obwohl alle Torpedorohre über die Anschlüsse zum Vorwärmen von Akkumulatorzellen verfügten, wie sie in elektrischen Torpedos verwendet wurden, sagten japanische Offiziere bei Befragungen nach dem Krieg aus, dass keine Typ-92-Torpedos in den Booten verwendet worden seien.
Zur Flugabwehr waren zwei Drillingsmaschinenkanonen 25 mm L/60 Typ 96 Modell 4 auf dem Dach des Flugzeughangars montiert. Eine einzelne 25-mm-L/60-Maschinenkanone Typ 96 Modell 4 war im hinteren Teil des Turms aufgestellt. Neben den Maschinenkanonen waren druckfeste Container verbaut, in denen die 15 Schuss fassenden Magazine mit der Munition gelagert waren. Insgesamt wurden 11.200 Schuss 25-mm-Munition mitgeführt.
Weitere Waffen konnten von den beiden Aichi-M6A-Bordflugzeugen mitgeführt werden. Jedes konnte 800 kg an Bomben oder einen Typ-91-Torpedo tragen.

## Boote der AM-Klasse
Ursprünglich war der Bau von vier Booten des Typs begonnen worden, jedoch wurden nur zwei fertig, der Bau der anderen beiden wurde abgebrochen.

### I-13
I-13 wurde am 4. Februar 1943 in Kōbe auf Kiel gelegt. Sie lief am 30. November 1943 vom Stapel und wurde am 16. Dezember 1944 in Dienst gestellt. Während sie von Japan aus nach Truk unterwegs war, ging sie verloren und wurde vermutlich um den 16. Juli 1945 von einer amerikanischen U-Jagd-Gruppe aufgespürt und versenkt.

### I-14
I-14 wurde am 18. Mai 1943 in Kōbe auf Kiel gelegt. Sie lief am 14. März 1944 vom Stapel und wurde am 14. März 1945 in Dienst gestellt. Nach dem Krieg wurde sie von den Amerikanern übernommen und nach Hawaii verlegt, als sich abzeichnete, dass sowjetische Experten, gemäß den Vereinbarungen der Alliierten, die Boote untersuchen wollten.
Als die Sowjetunion wiederum die Inspektion der Boote forderte, versenkten amerikanische Kriegsschiffe schließlich I-14 gemeinsam mit den Booten der Sen-Toku-Klasse 1946 nahe der Inselgruppe Hawaii, um die gewonnenen Erkenntnisse nicht teilen zu müssen. 2009 fand eine Unterwasserexpedition das Wrack.

## Belege und Verweise

### Bemerkungen
1. ↑  Nach USNTMJ S-01-7, S. 44: 335.000 US Gallonen × 3,785 = 1.268.112,95 Liter